# امامزاده شاه شوم
امامزاده شاه شوم : این بنای تاریخی مربوط به دوره صفوی است و در استان فارس شهرستان رستم بخش سورنا ، روستای نوگک واقع شده و این اثر در تاریخ ۲۳ بهمن ۱۳۸۰ با شمارهٔ ثبت ۴۷۱۴ به‌عنوان یکی از آثار ملی ایران به ثبت رسیده است.